# 17.ª reunião de cúpula do G20
A 17.ª reunião de cúpula do G20 ou cúpula de Bali do G20 de 2022 foi realizada em Bali, Indonésia de 15 a 16 de novembro de 2022 reunindo as lideranças das vinte maiores economias do mundo. A presidência rotativa do G20 passou a ser exercida pela Indonésia em 1 de dezembro de 2021, quando o cargo foi transferido do então Primeiro-ministro italiano Mario Draghi ao Presidente indonésio Joko Widodo no encerramento da Cimeira de Roma.

## Antecedentes
Inicialmente, a Indonésia estava programada para sediar uma reunião de cúpula do G20 em 2023. No entanto, como o país também ocupará a presidência rotativa da ASEAN em 2023, a Índia, que deveria sediar a cimeira em 2022, concordou ceder a sede para o país vizinho. Em novembro de 2020, a Ministra dos Negócios Estrangeiros da Indonésia, Retno Marsudi, confirmou a proposta: "A Indonésia terá a presidência do G20 em dezembro de 2022 enquanto a Índia terá a presidência um ano depois". A presidência rotativa da Indonésia teve início em 1 de dezembro de 2021, após a transferência da presidência do primeiro-ministro italiano Mario Draghi ao presidente indonésio Joko Widodo no encerramento da Cimeira de Roma.

## Preparativos
O governo indonésio publicou um orçamento de 45 milhões de dólares destinados aos eventos do G20. Para a segurança do evento, o governo indonésio disponibilizou cerca de 10.000 agentes policiais e 18.000 soldados, incluindo 6.000 soldados do esquadrão Kodam IX/Udayana com sede em Bali. Algumas horas antes da realização da cimeira e durante todo o evento, o espaço aéreo do Aeroporto Internacional Ngurah Rai foi restrito, com horários de operação limitados e proibição de pernoites para aeronaves comerciais. Alguns voos foram, inclusive, redirecionados para os aeroportos próximos de Juanda, Lombok e Makassar.
O turismo regional indonésia foi fortemente afetado pela pandemia de COVID-19, o que impactou negativamente a economia de Bali, dependente do turismo. A cimeira foi sediada principalmente no Hotel Apurva Kempinski de Nusa Dua, uma região hoteleira que concentra grande parte dos resorts da capital indonésia. Paralelamente, o Centro Internacional de Convenções de Bali e o Parque Florestal de Ngurah Rai também abrigaram eventos e cerimônias relativos ao G20. 

## Tópicos
A cúpula de Bali do G20 de 2022 terá como principais tópicos:
- Ascensão da resiliência econômica nacional e esforços de recuperação durante a pandemia de COVID-19;
- Promover as conquistas da Indonésia na reforma e na democracia;
- Promover a liderança e o compromisso da Indonésia em relação às questões globais;
- Promoção da cultura, turismo e indústrias criativas;
- Otimização de outros interesses nacionais.

### Prioridades da Indonésia
O ministro do Ministério da Comunicação e Tecnologia da Informação da Republica da Indonésia, Sr. Johnny G. Plate, que há três prioridades da presidência da Indonésia para a cúpula de Bali do G20 de 2022, são elas:
1. Recuperação pós-pandêmica da COVID-19 e a conectividade entre governos globais;
2. Aumentar a alfabetização e as habilidades digitais em direção à interconexão global para as pessoas; e
3. Fluxo de dados transfronteiriço.

## Eventos
Como país anfitrião da cúpula de 2022 e detentora da presidência, a Indonésia se compromete a organizar a reunião, da seguinte forma:
1. Cúpula de Bali do G20 de 2022, Indonésia;
2. Reunião dos Governadores do Banco Central e Ministerial do G20 de 2022;
3. Reunião dos Sherpado G20 de 2022;
4. Reunião dos Deputados do G20 de 2022;
5. Agenda do Grupo de Trabalho do G20 para 2022;
6. Agenda do Grupo de Envolvimento do G20 para 2022;
7. Eventos paralelos ao G20 de 2022.

## Controvérsias
A participação do Ministro de Relações Exteriores da Rússia, Sergey Lavrov, promete ser um foco de tensões durante a reunião da cúpula. A expectativa de muitos diplomatas e analistas é que a reunião seja permeada das tensões resultantes da invasão russa à ucrânia. Será o primeiro encontro face à face dos diplomatas Russos e muitos de seus maiores críticos. A Rússia declarou sua intenção de realizar encontros paralelos com membros do G20, mas a ministra de relações exteriores da Alemanha, Annalena Baerbock, e o secretário de Estado estadunidense, Antony Blinken, rejeitam qualquer possibilidade de encontro. A mídia reportou uma articulação dos países do G7 para coordenar suas respostas aos discursos russos na cúpula.
Inicialmente houve discussões sobre o boicote do encontro por parte dos países críticos da invasão russa, mas esses chamados foram rejeitados por resultar em uma concessão do espaço da cúpula para a diplomacia Russa.

## Líderes participantes

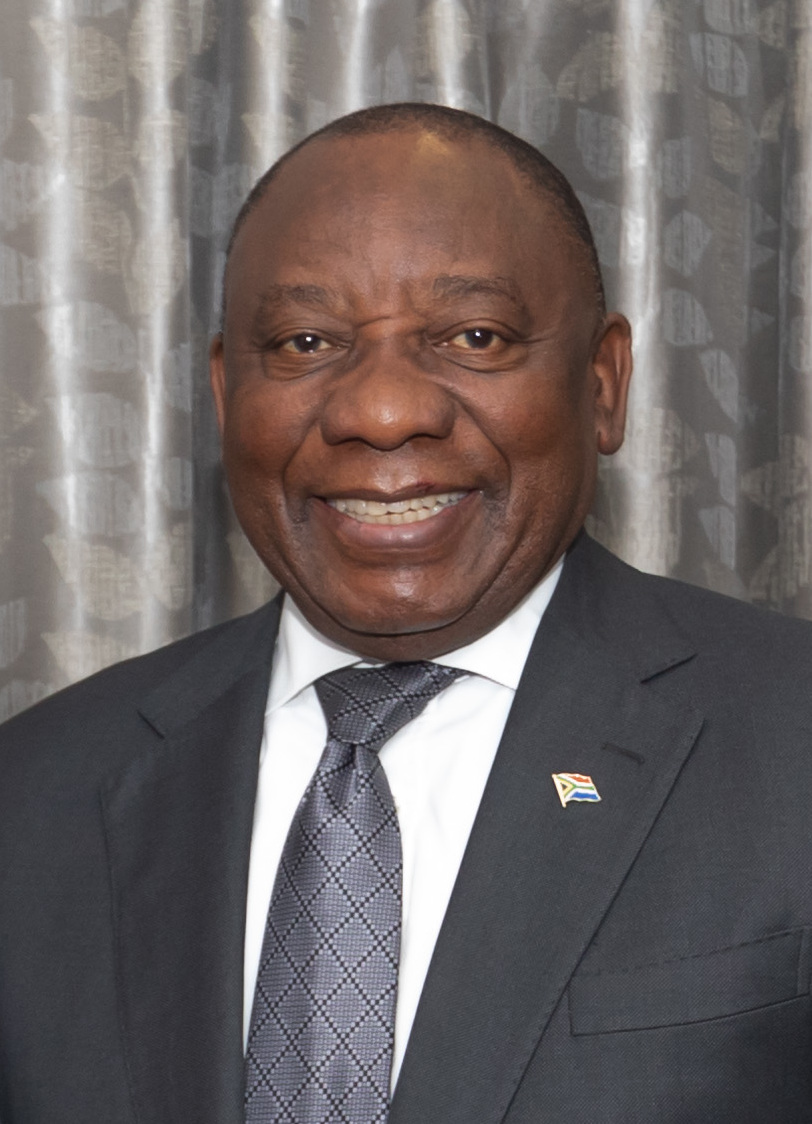
África do Sul Cyril Ramaphosa, presidente
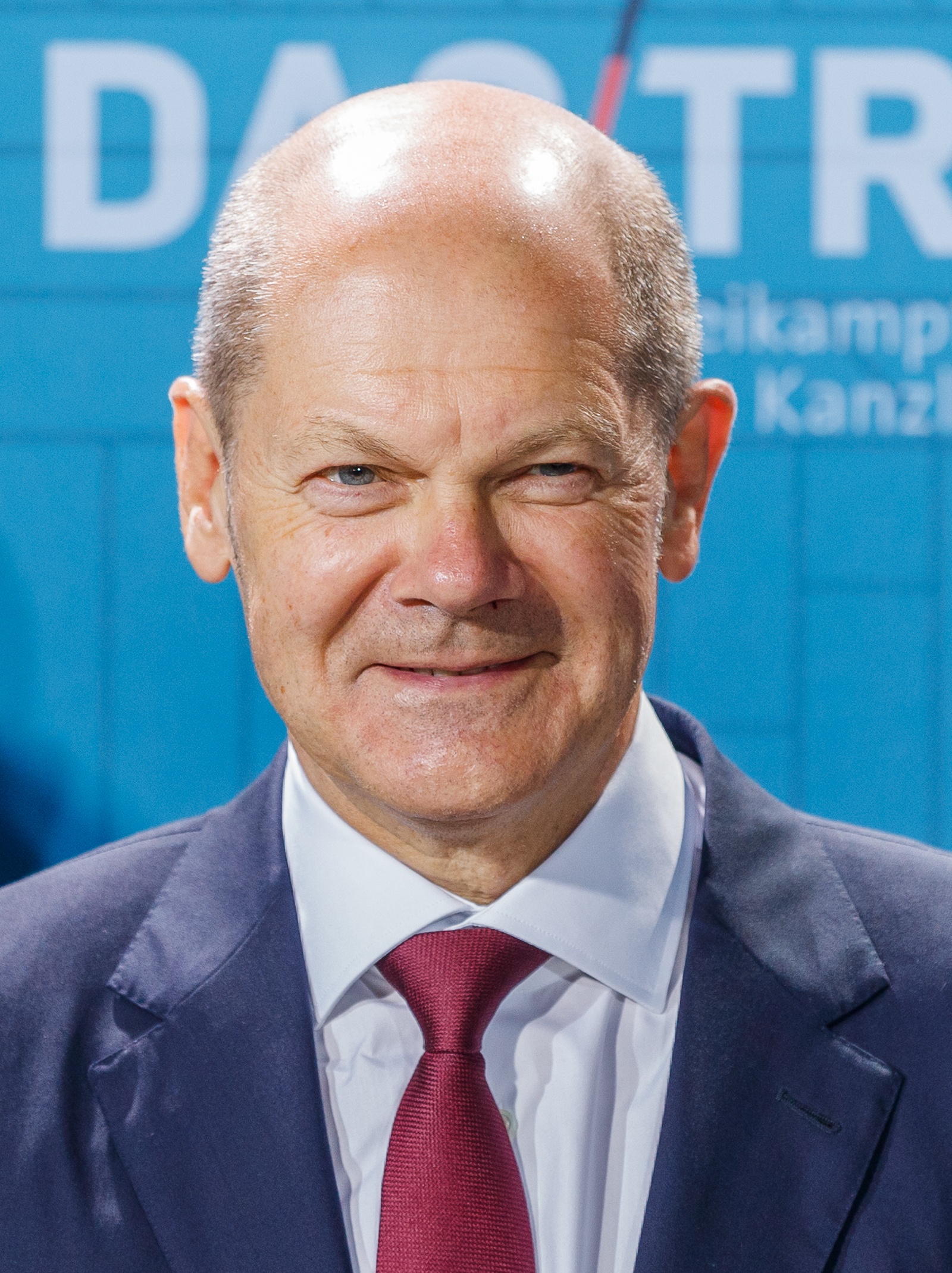
Alemanha Olaf Scholz, chanceler
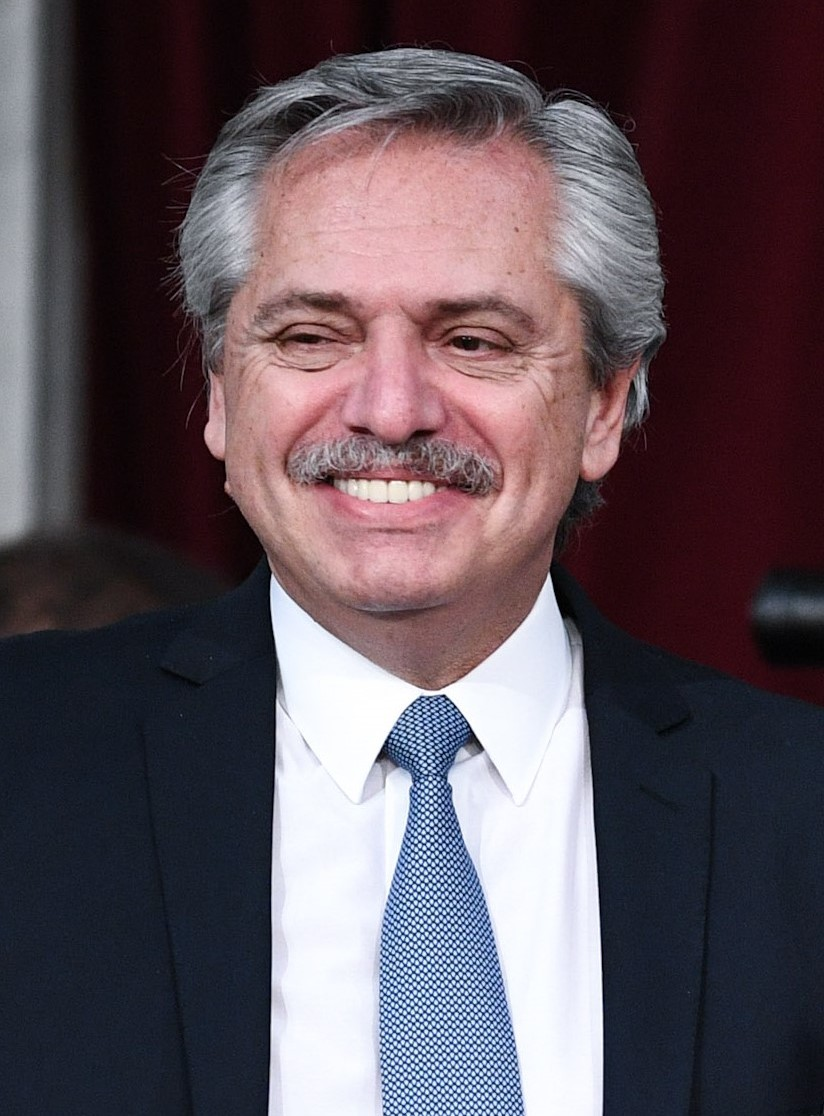
Argentina Alberto Fernandez, presidente
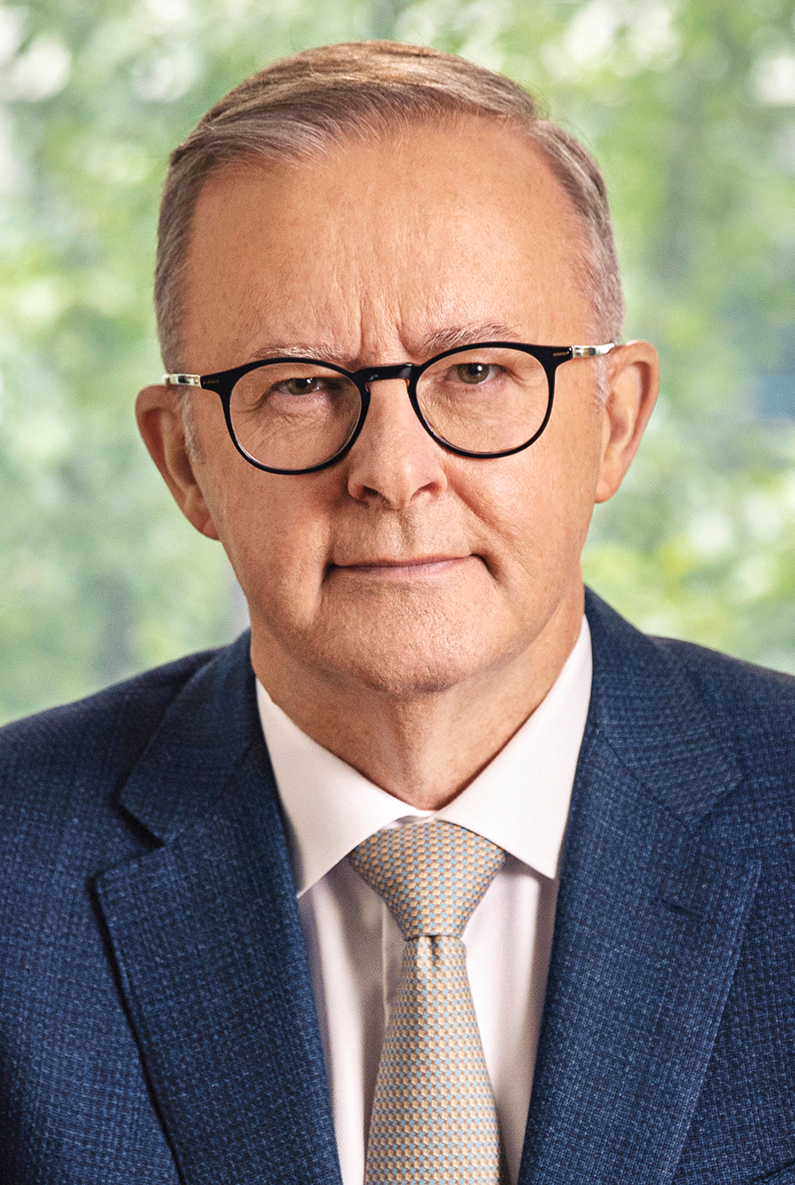
Austrália Anthony Albanese, primeiro-ministro
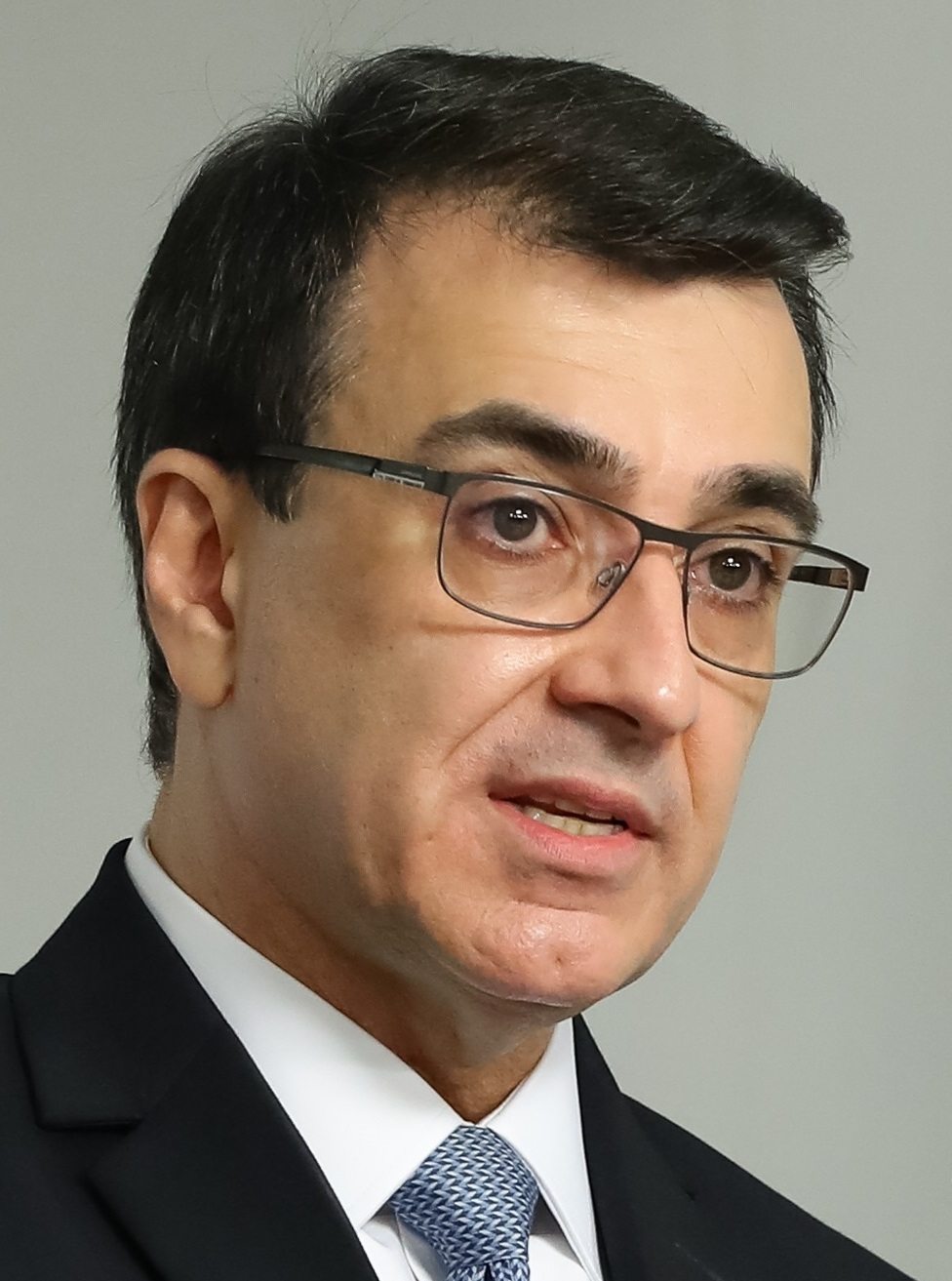
Brasil Carlos França, Ministro das Relações Exteriores
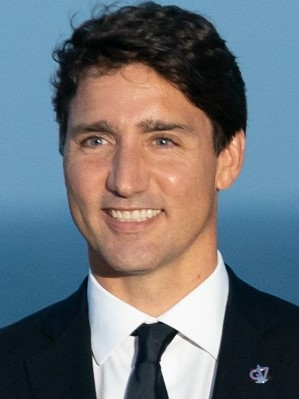
Canadá Justin Trudeau, primeiro-ministro
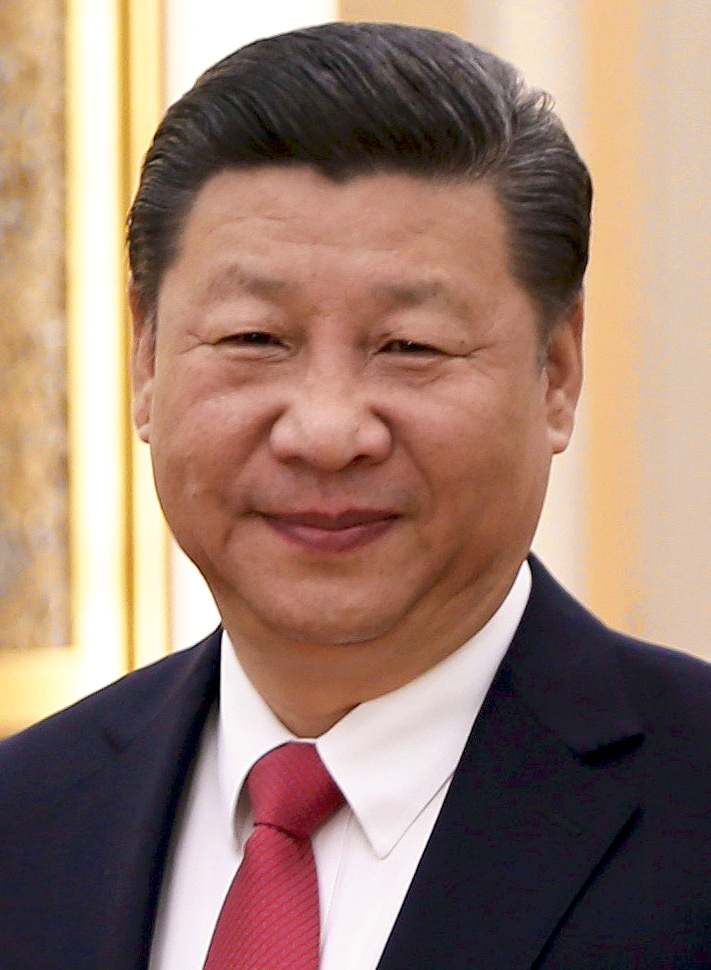
China Xi Jinping, presidente
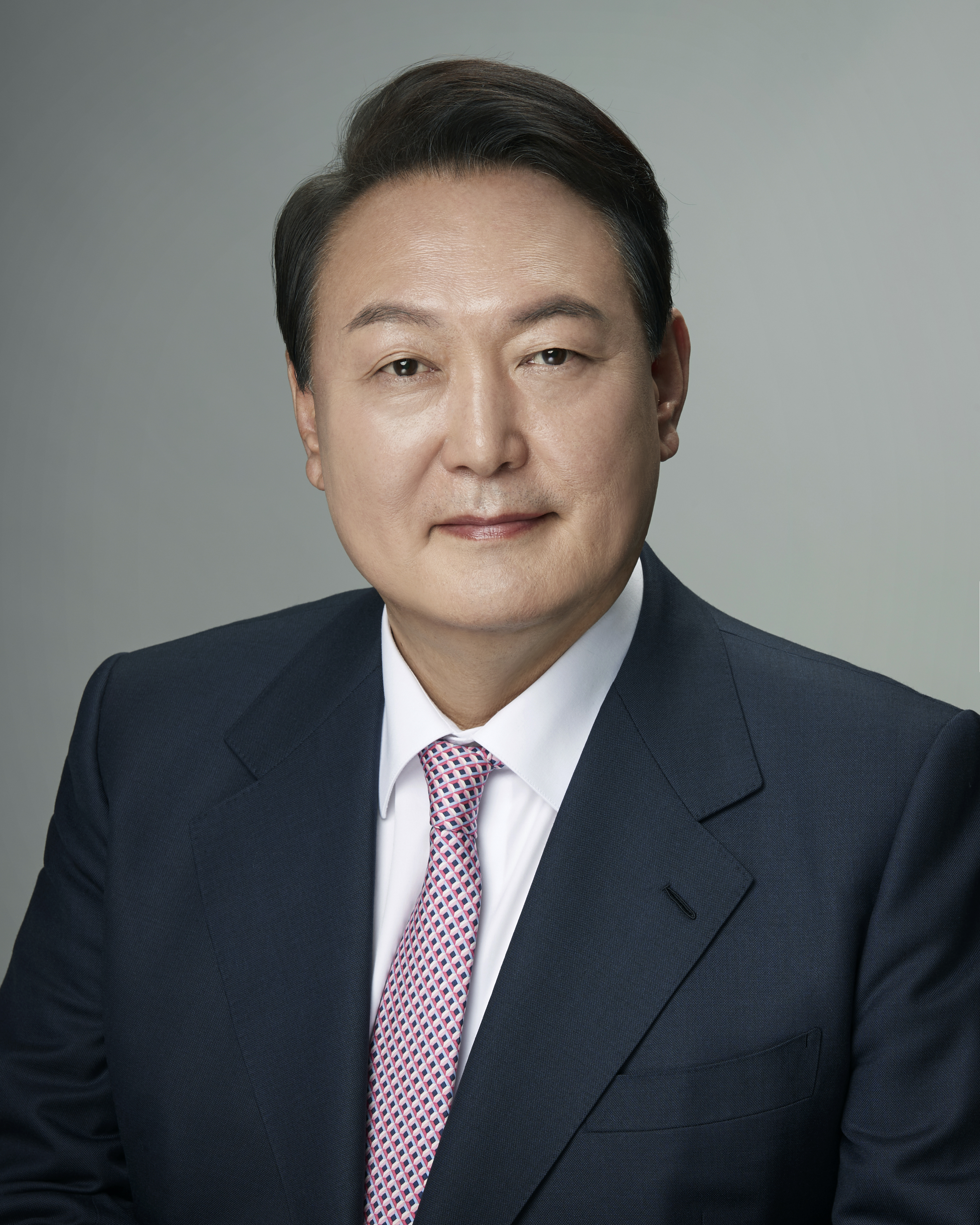
Coreia do Sul Yoon Suk-yeol, presidente
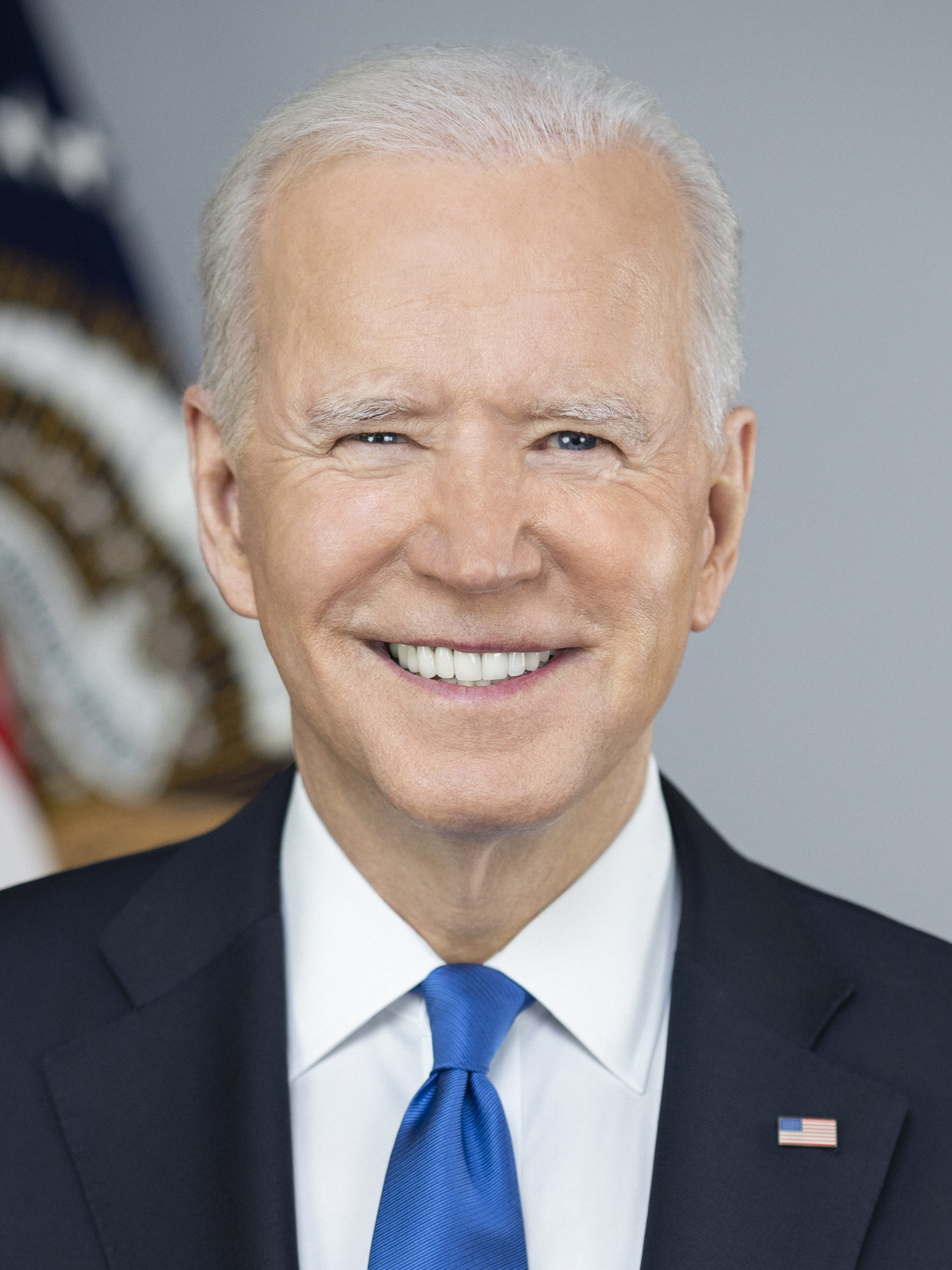
Estados Unidos Joe Biden, presidente
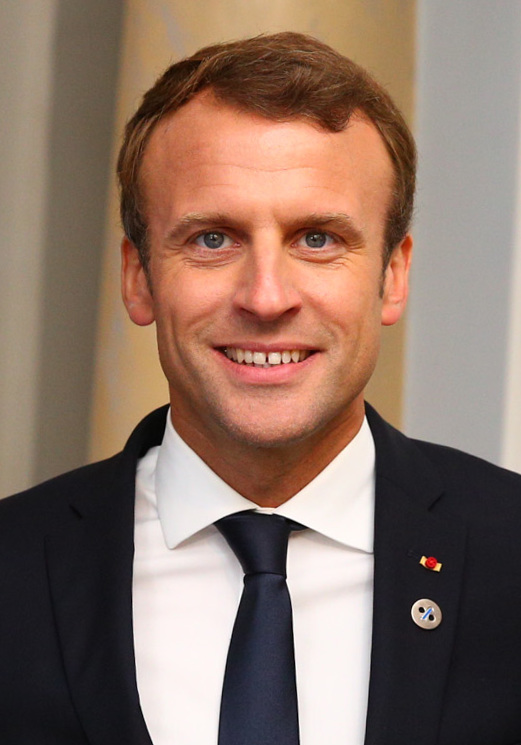
França Emmanuel Macron, presidente
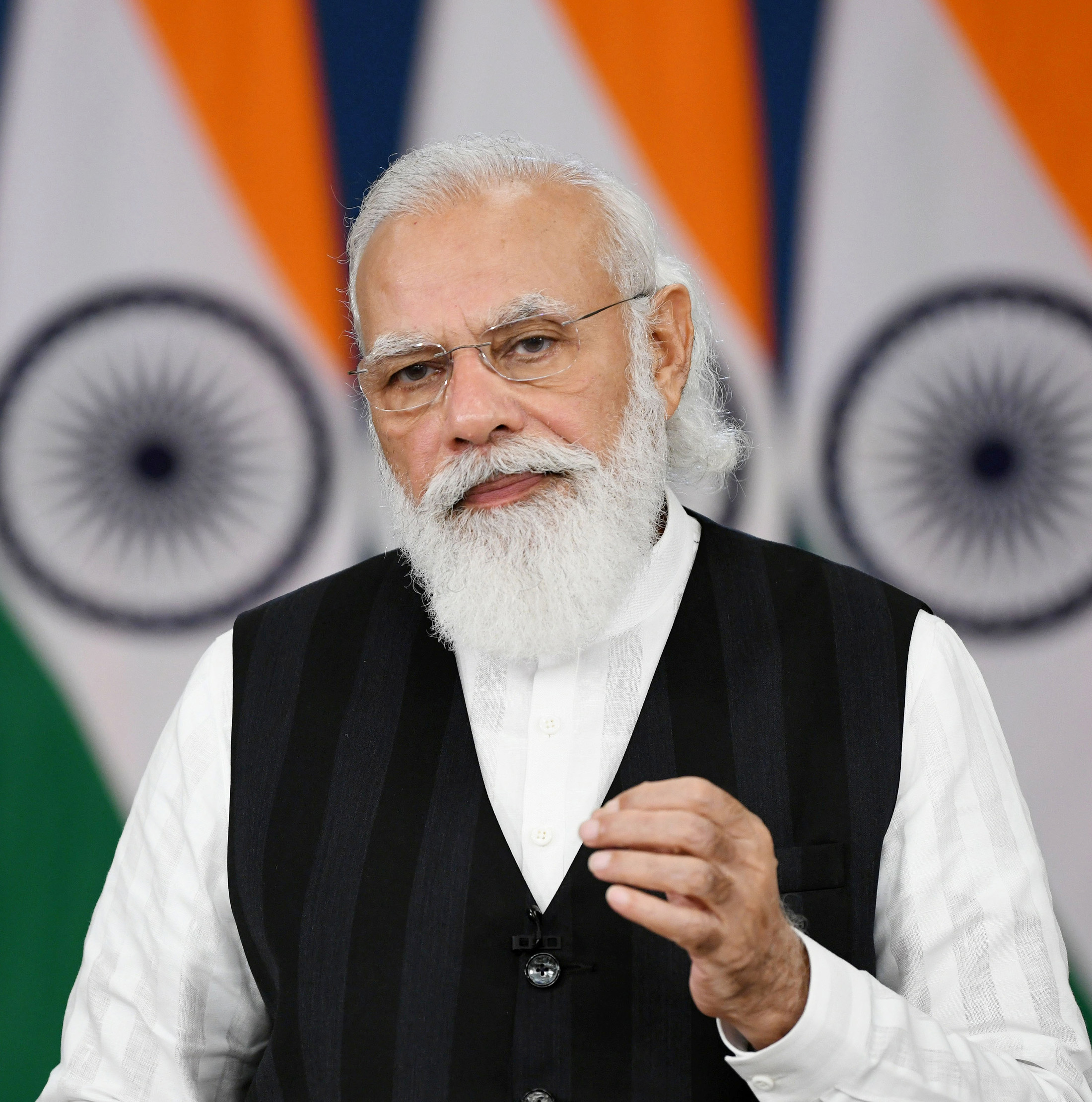
Índia Narendra Modi, primeiro-ministro
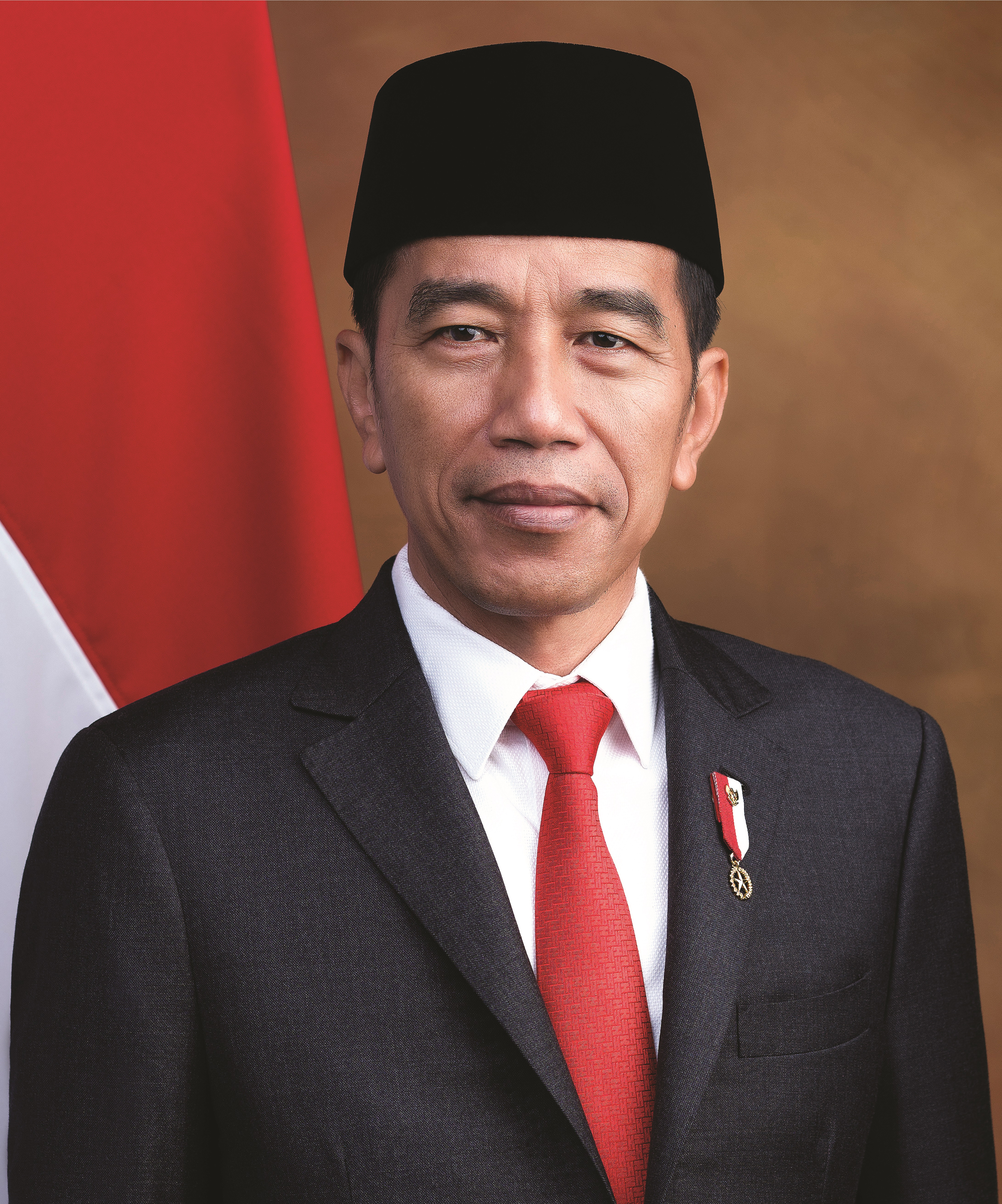
Indonésia Joko Widodo, presidente
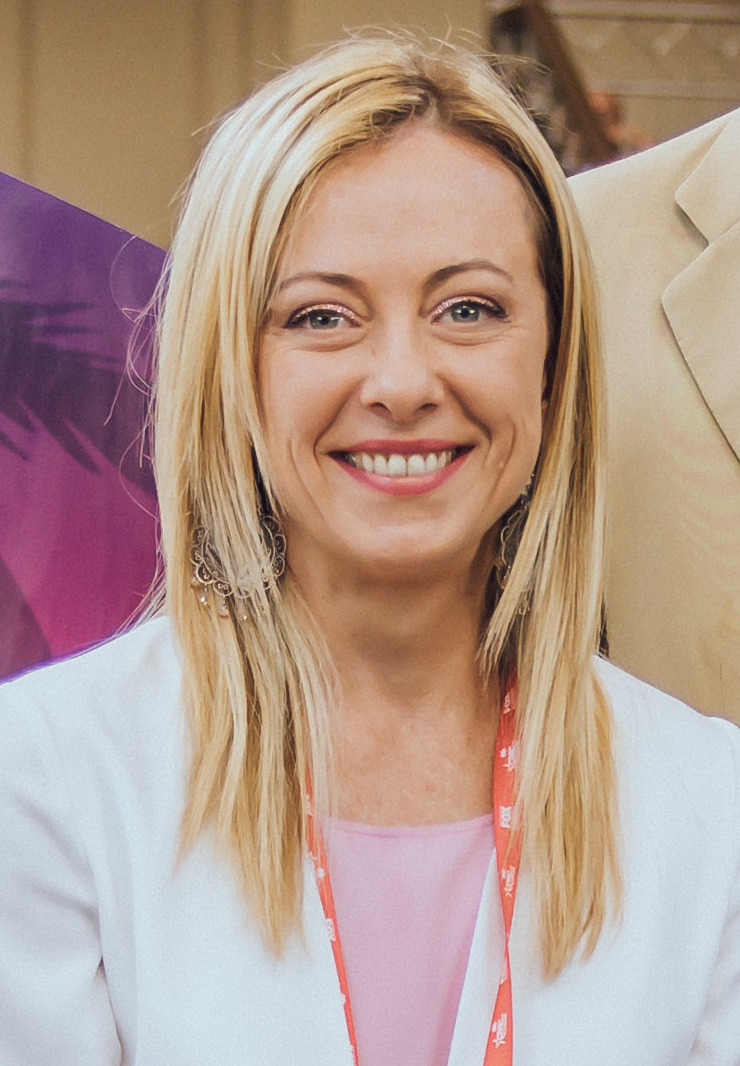
Itália Giorgia Meloni, primeira-ministra
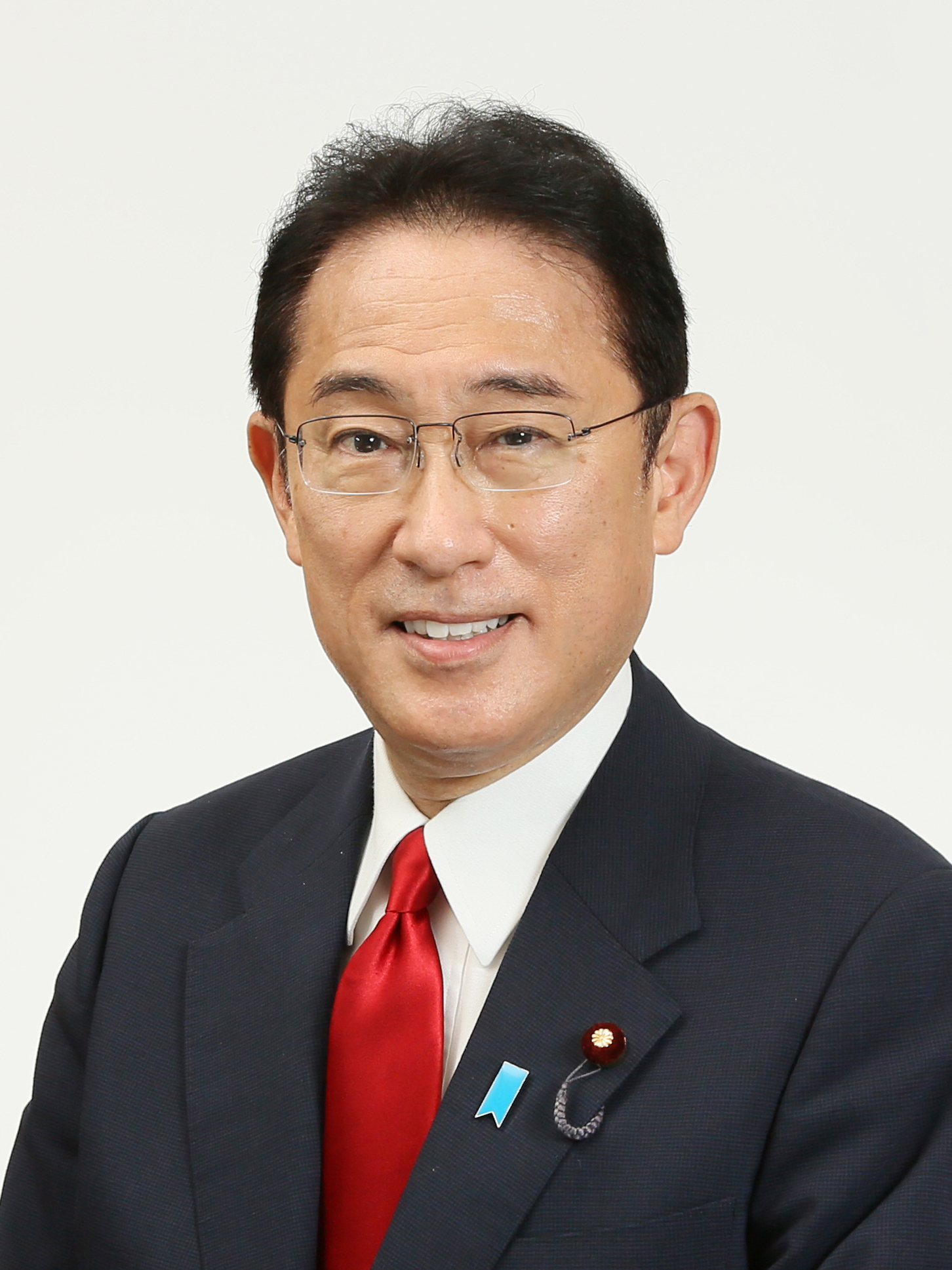
Japão Fumio Kishida, primeiro-ministro
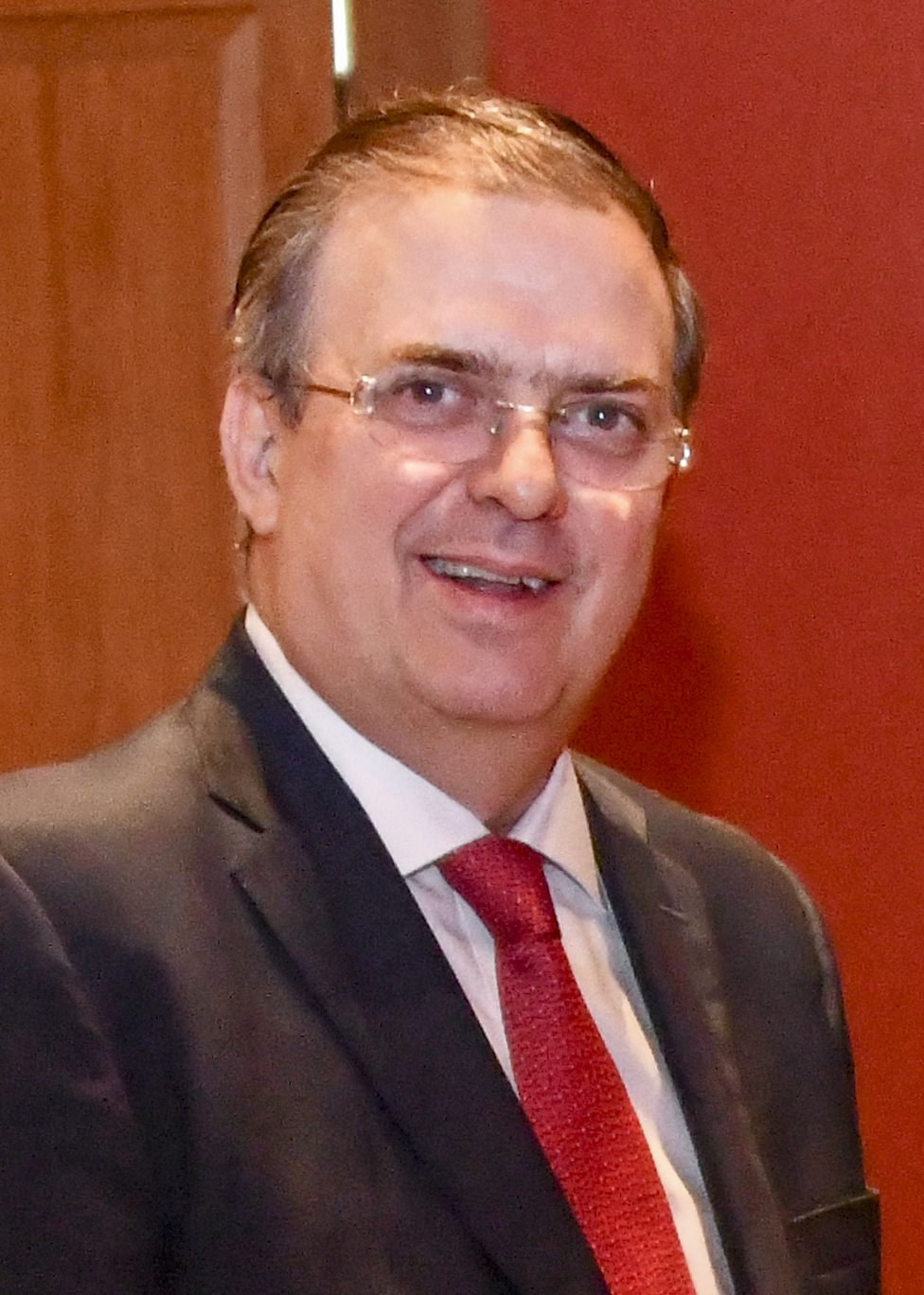
México Marcelo Ebrard, Secretário de Relações Exteriores
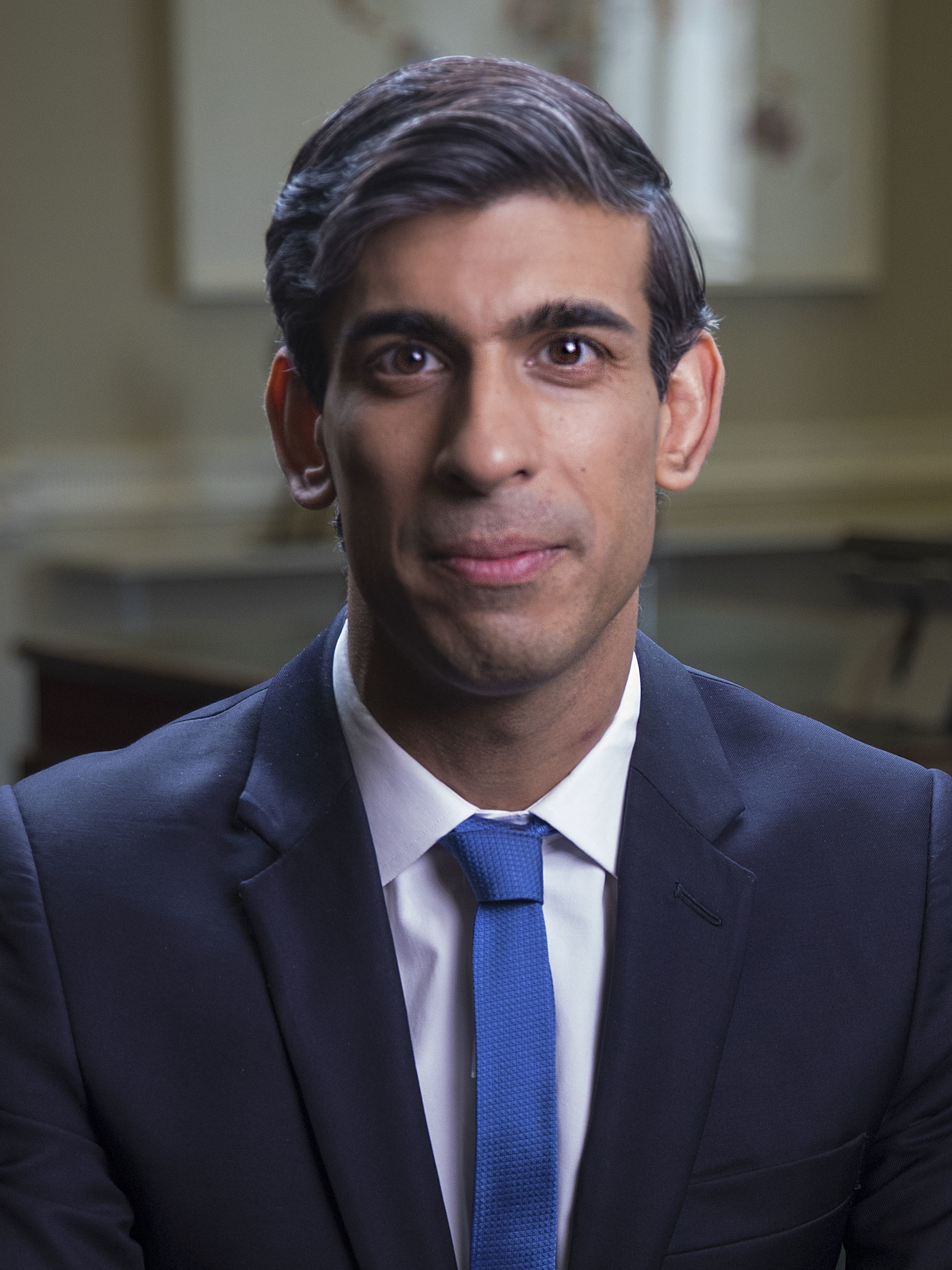
Reino Unido Rishi Sunak, primeiro-ministro
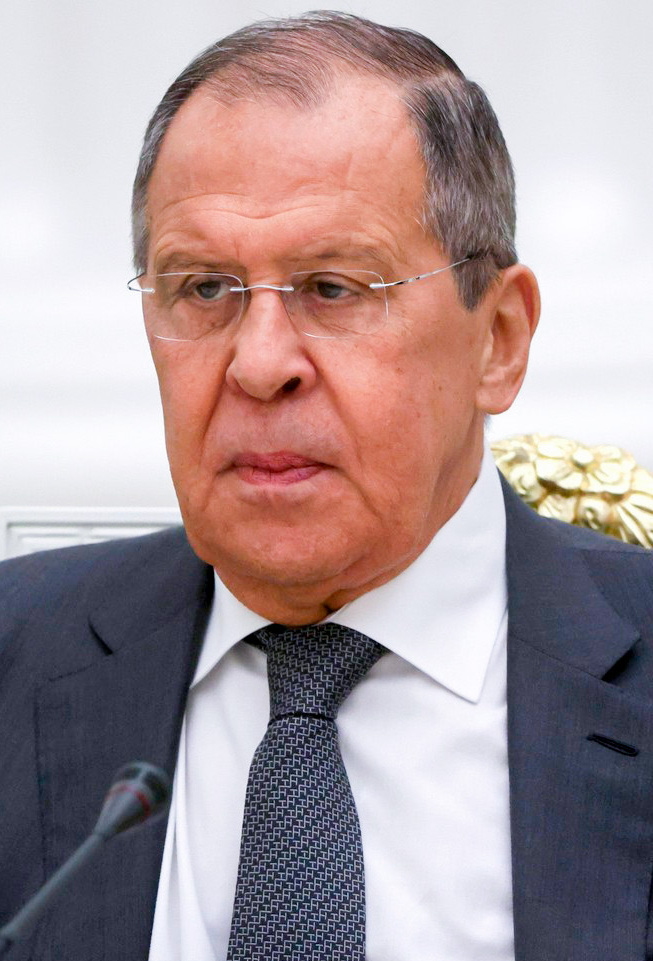
Rússia Sergey Lavrov, Ministro de Relações Exteriores
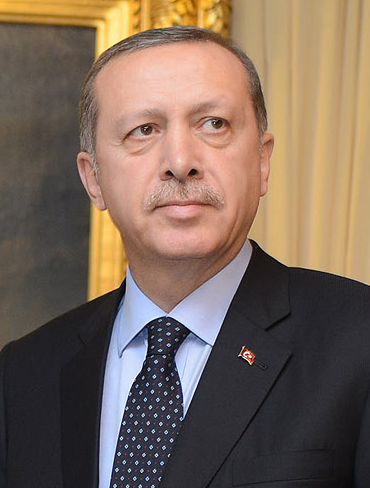
Turquia Recep Tayyip Erdoğan, presidente
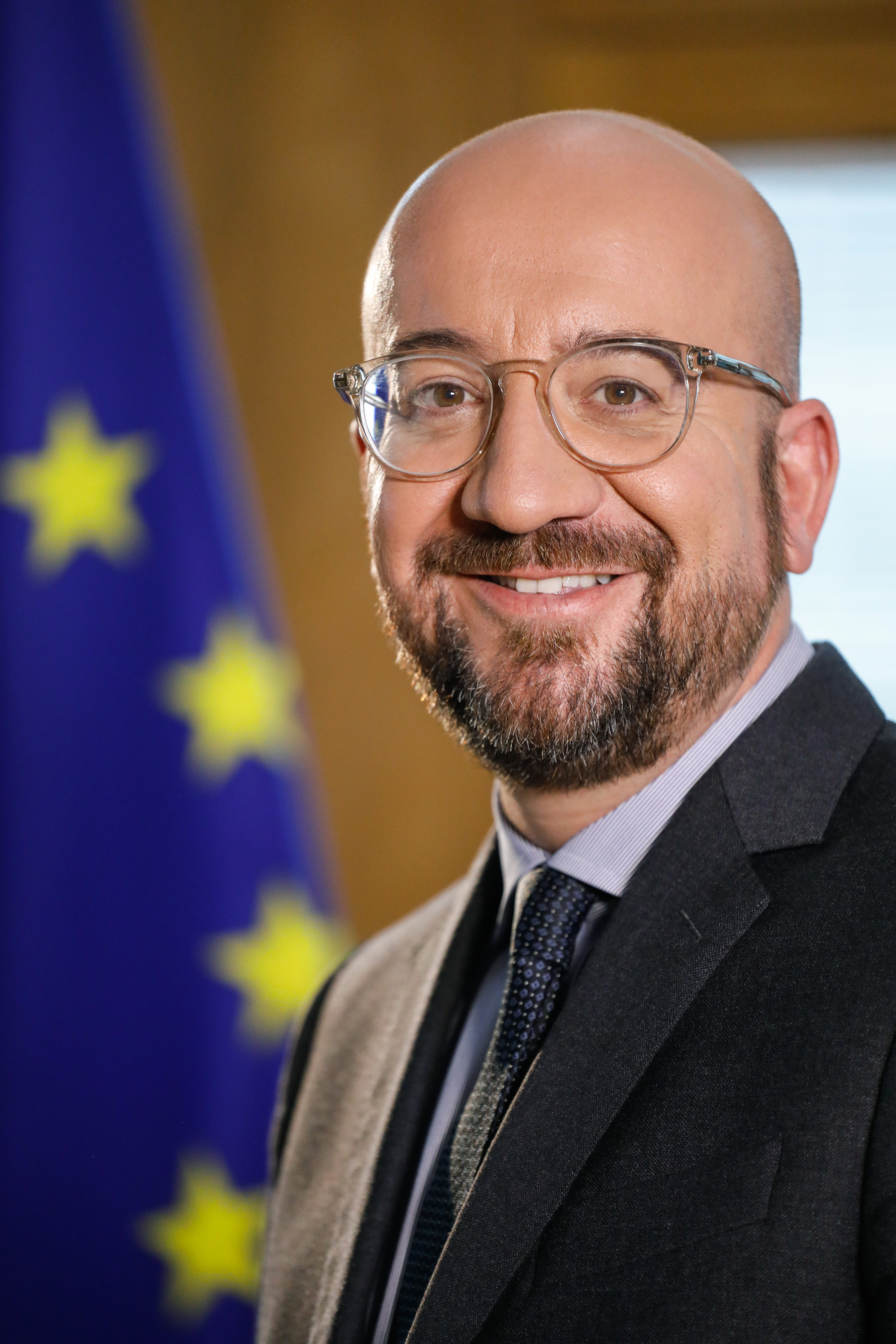
União Europeia Charles Michel, Presidente do Conselho Europeu
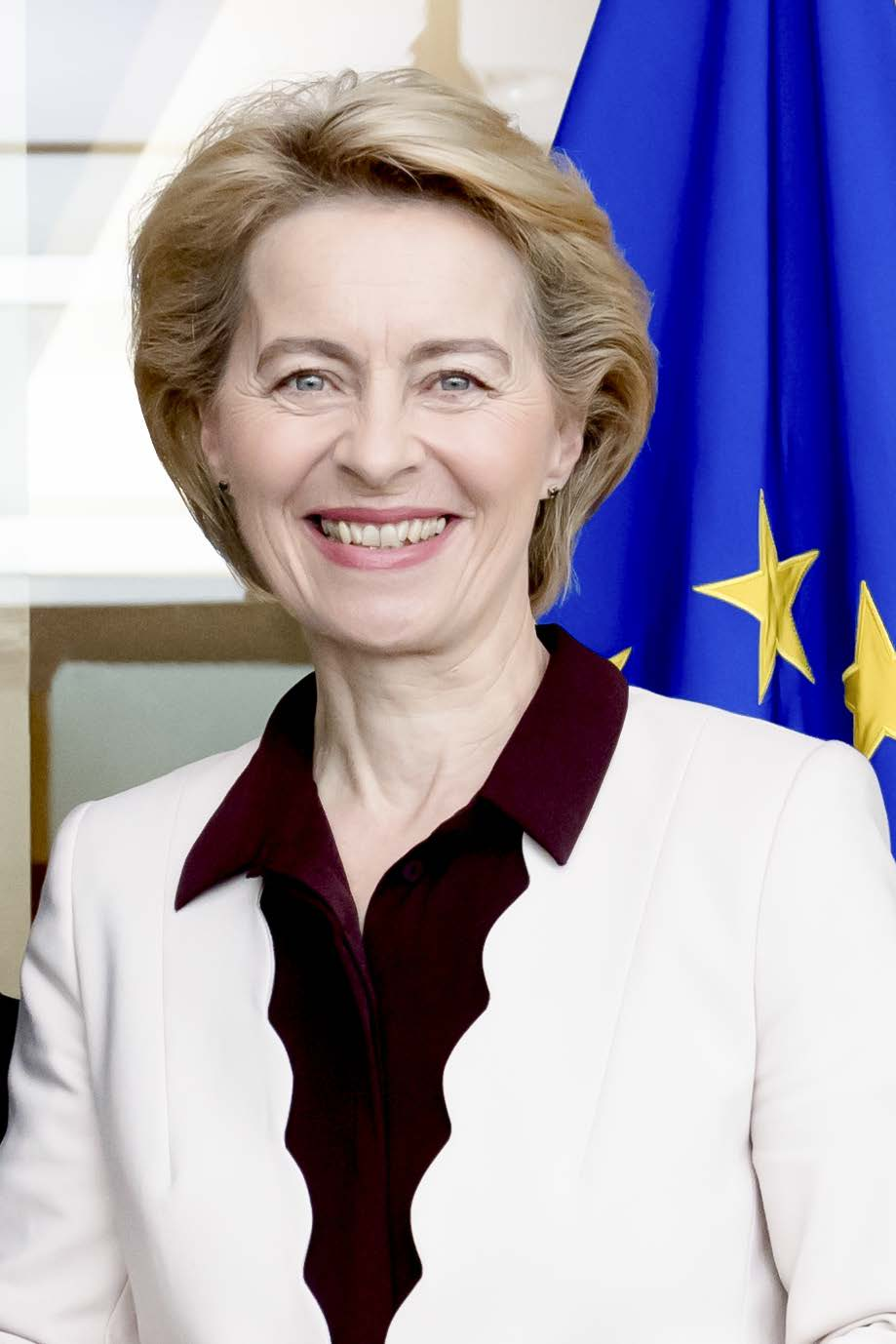
União Europeia Ursula von der Leyen, Presidente da Comissão Europeia

### Convidados

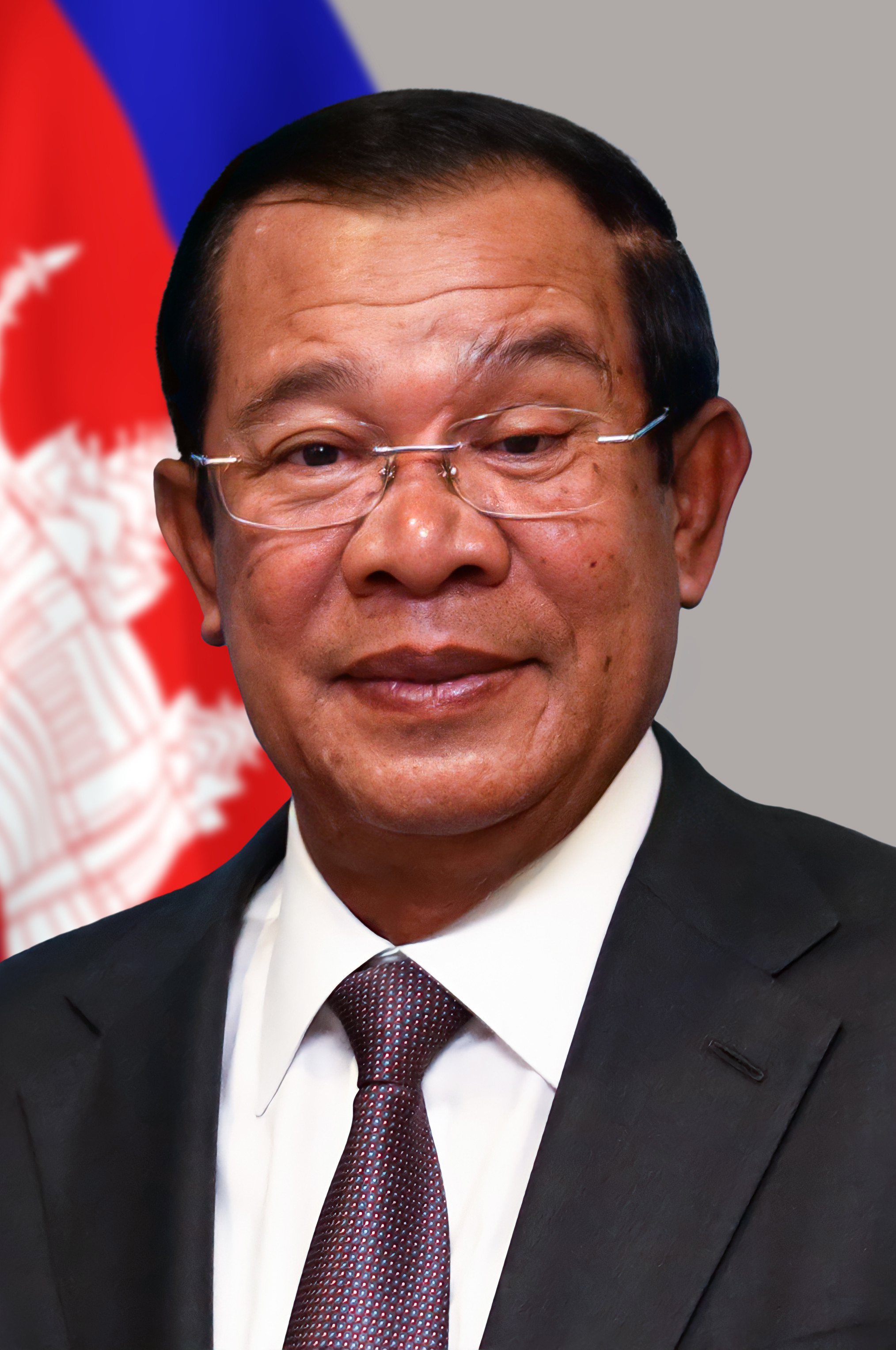
Camboja Hun Sen, primeiro-ministro presidente da Associação de Nações do Sudeste Asiático
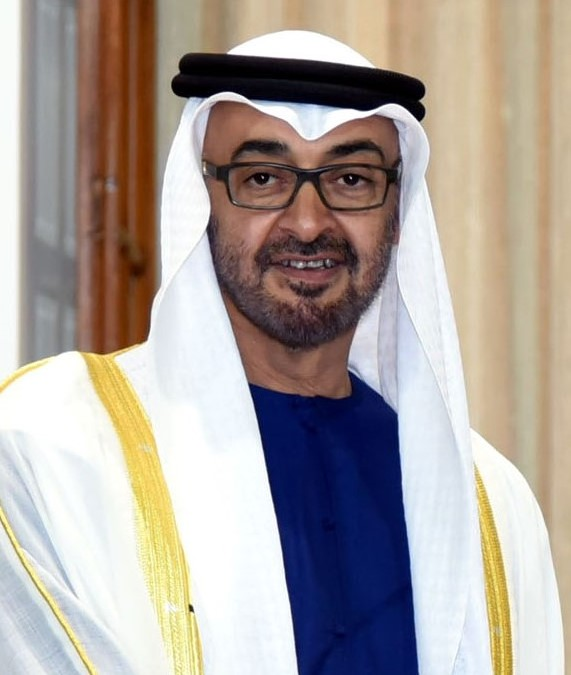
Emirados Árabes Unidos Maomé bin Zayed Al Nahyan, presidente
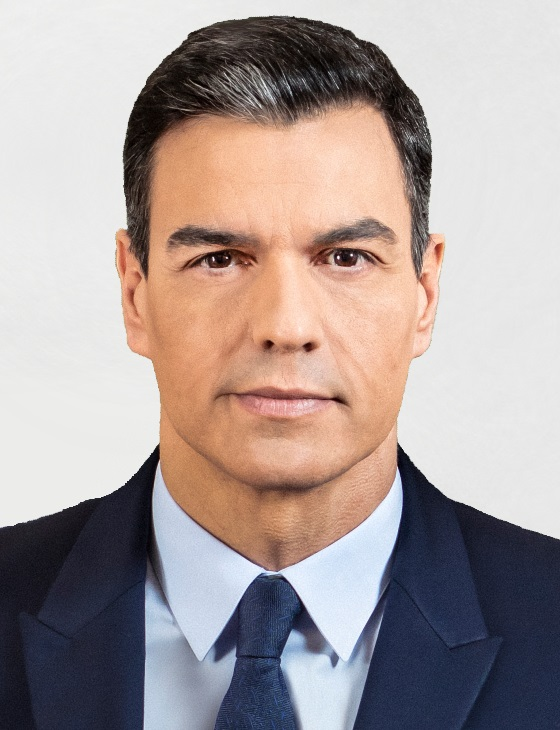
Espanha Pedro Sánchez, primeiro-ministro convidado permanente
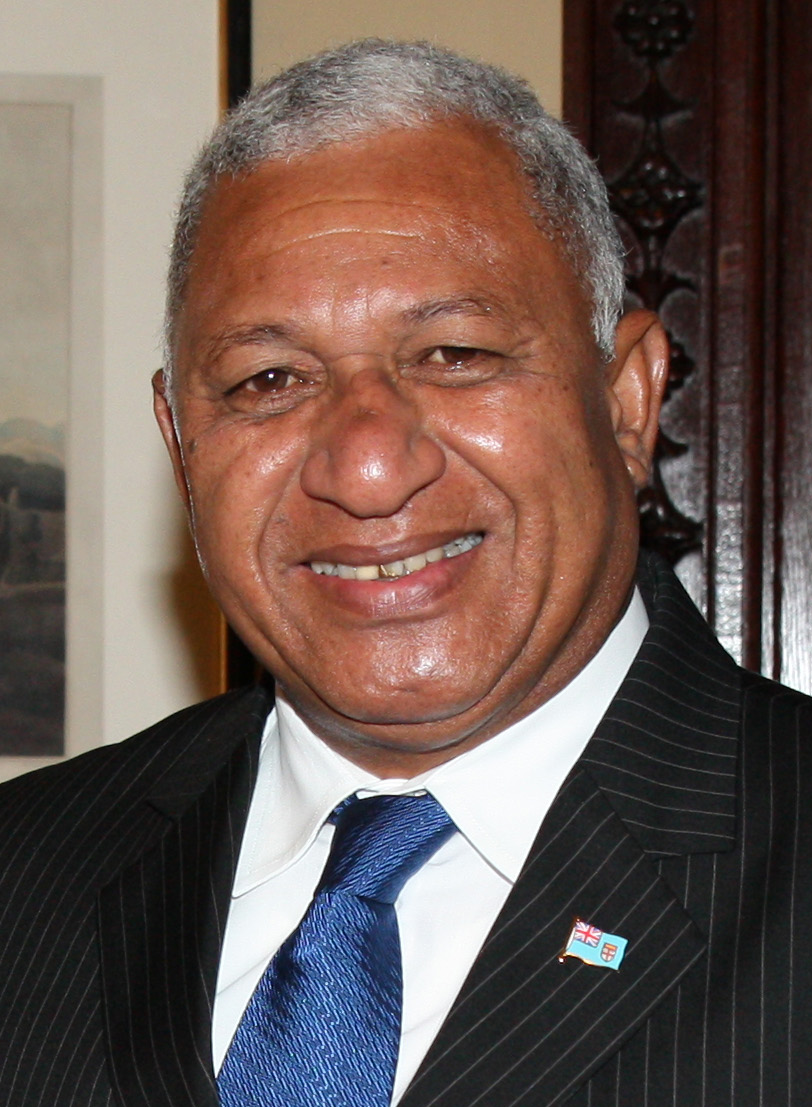
Fiji Frank Bainimarama, primeiro-ministro presidente da Fórum das Ilhas do Pacífico
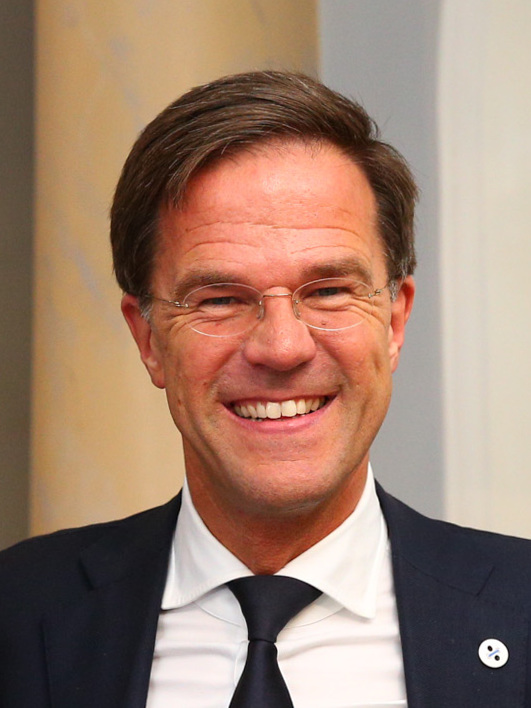
Países Baixos Mark Rutte, primeiro-ministro
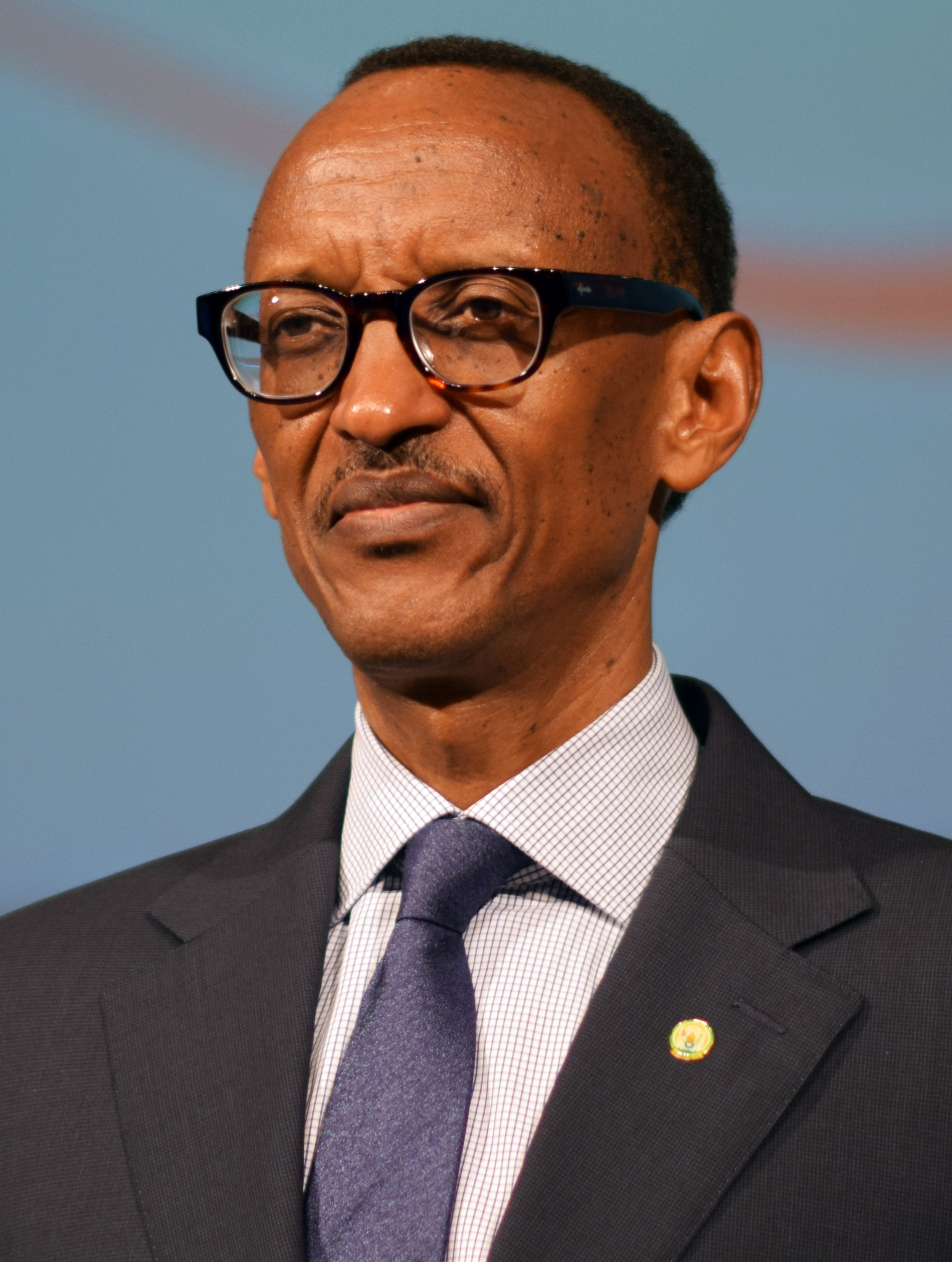
Ruanda Paul Kagame, presidente presidente da Nova Parceria para o Desenvolvimento da África
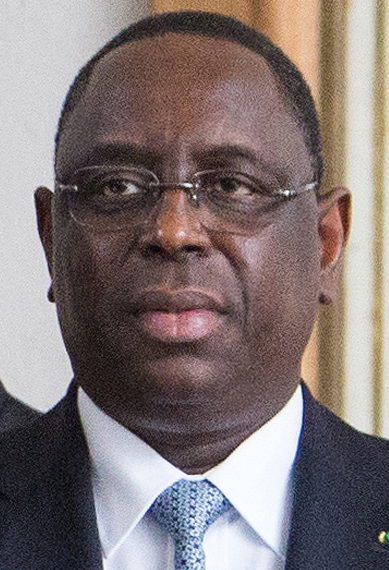
Senegal Macky Sall, presidente presidente da União Africana
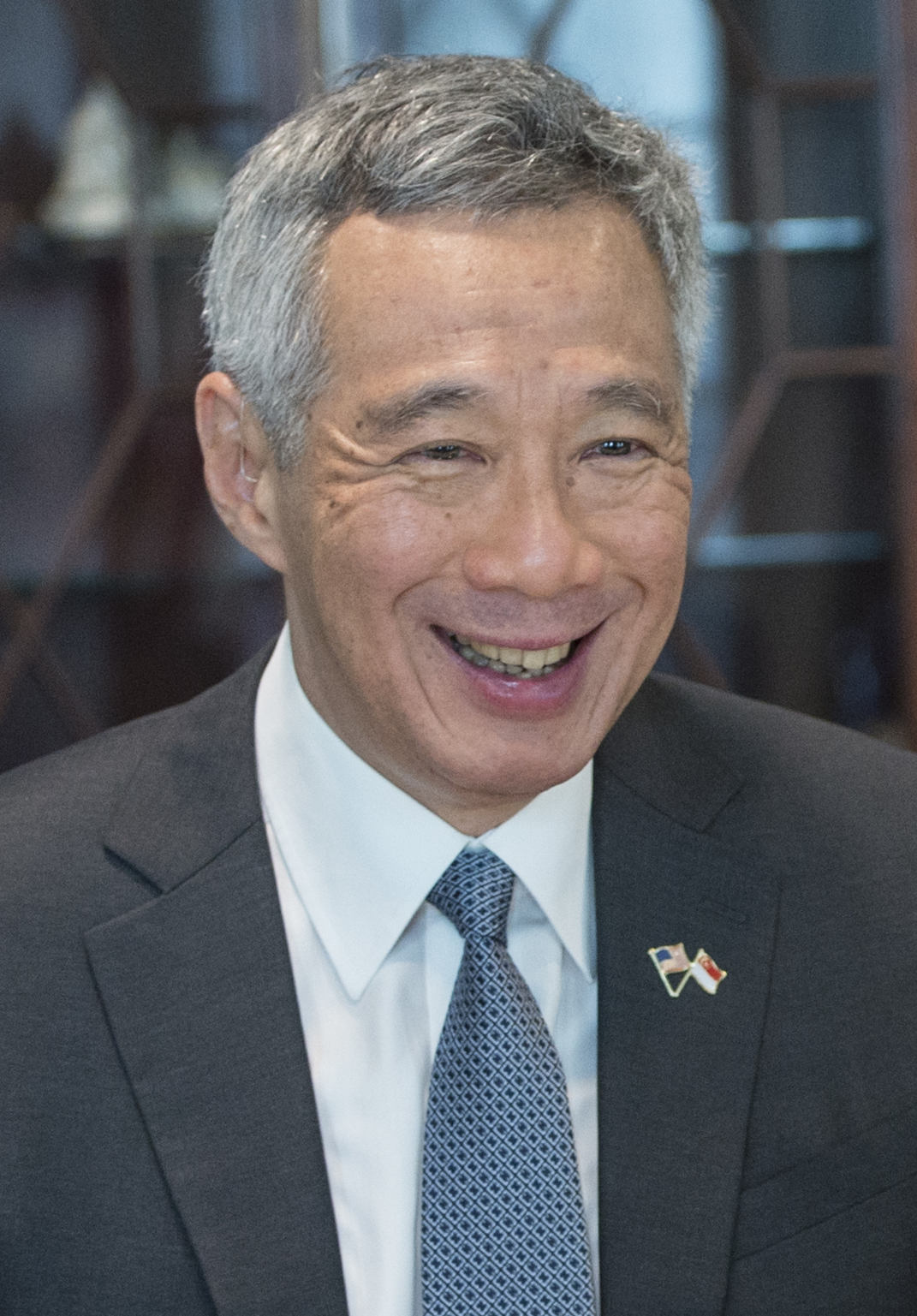
Singapura Lee Hsien Loong, primeiro-ministro
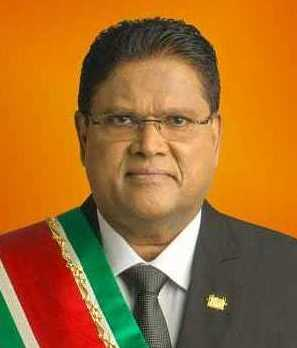
Suriname Chan Santokhi, presidente presidente da Comunidade do Caribe
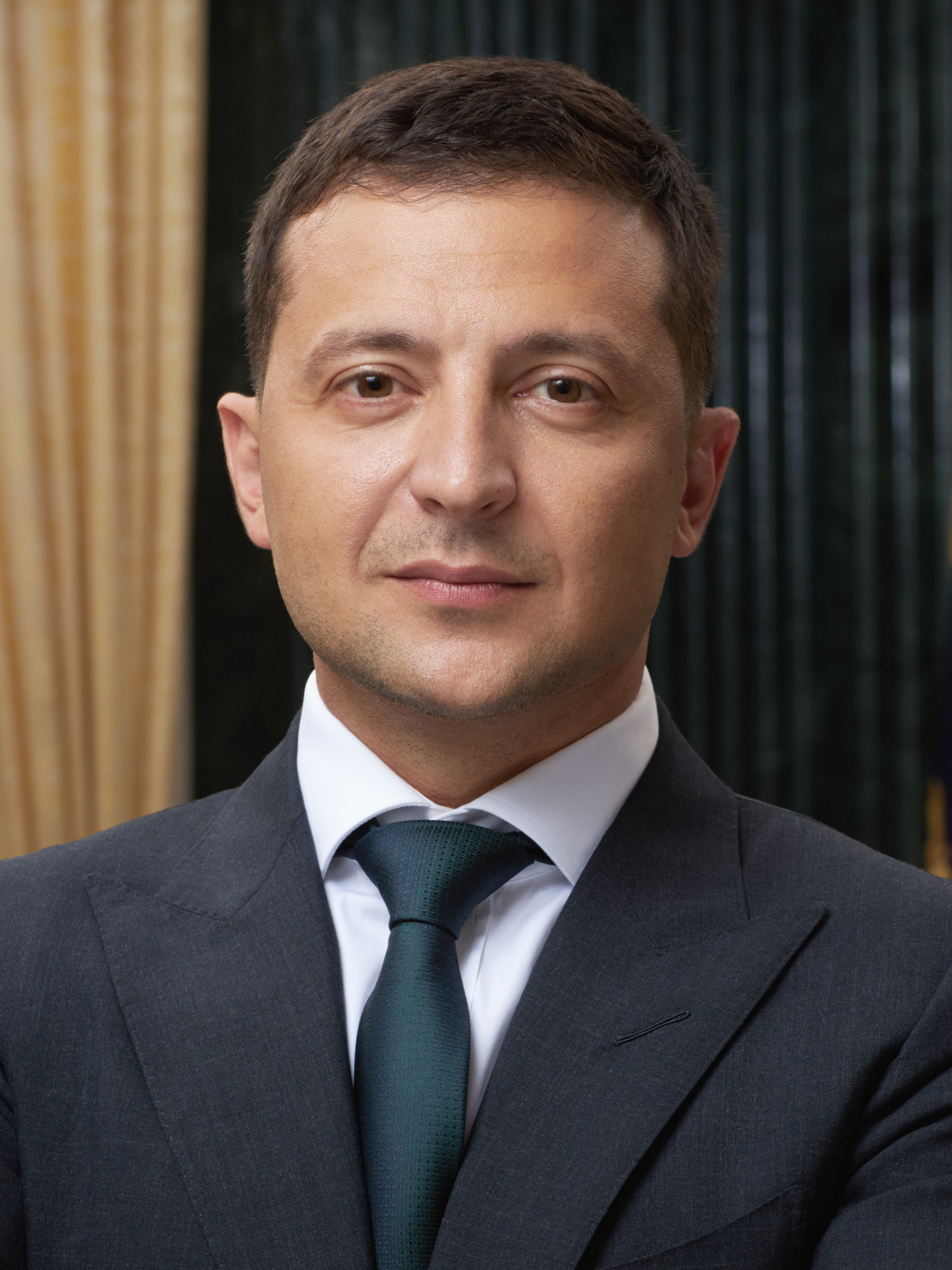
Ucrânia Volodymyr Zelenskyy, presidente